# Миливој Бебић
Миливој Бебић (Сплит, 29. август 1959) бивши је југословенски и хрватски ватерполиста.

## Спортска каријера
Рођен је у Сплиту 29. августа 1959. године. Завршио је Вишу економску школу. Ватерполо је почео да тренира са непуних десет година у сплитском ПОШК-у. Као ватерполиста ПОШК-а, освојио је бројне титуле и трофеје. Куп Југославије је освојен 1980. и 1982. године, Куп победника купова освојен је 1981. и 1983. године, а исте 1983. године и европски ватерполо Суперкуп. Медитерански куп освојио је 1985. године. Наступао је још у Италији за екипу Волтурна из Казерте од 1986. до 1991, потом за Нерви из Ђенове од 1991. до 1993, где је завршио каријеру.
Био је члан ватерполо репрезентације Југославије. Рекордер је са 620 постигнутих голова за репрезентацију Југославије. Наступио је 298 пута за државни тим. Учесник је Олимпијских игара 1980. године у Москви, где је освојио сребрну медаљу. Са репрезентацијом Југославије, освојио је златну медаљу на Олимпијским играма 1984. у Лос Анђелесу. Сребрне медаље освојио је на Европском првенству 1985. године у Софији и на Светском купу 1981. у Лонг Бичу, има и бронзану медаљу 1979. године на Светском купу у Београду и Ријеци. Бронзану медаљу освојио је 1979. године на Универзијади у Мексико Ситију, сребрну на Универзијади у Кобеу 1985. године. На Медитеранским играма осваја златну медаљу 1979. године у Сплиту и 1983. године у Казабланци.
Његов рекорд са једне утакмице тешко ће бити надмашен. На Универзијади у Кобеу 1985. године, репрезентацији Гватемале је постигао чак 28 погодака, а Југославија је победила резултатом 62:0.
Након што је завршио играчку каријеру, ради као спортски функционер у свом матичном клубу ПОШК. Добитник је многобројних награда и признања за спортска достигнућа.
Био је члан Техничке комисије ЛЕН-а. Од 2008. године је члан Куће славних сплитског спорта, а 2013. је уврштен у Ватерполо кућу славних.

## Успеси
Играч
Југославија
- медаље
- злато : Олимпијске игре Лос Анђелес 1984.
- сребро : Олимпијске игре Москва 1980.